# Trąby (Płoskinia)
Trąby (deutsch Groß Tromp) ist ein Ort in der polnischen Woiwodschaft Ermland-Masuren. Er gehört zur Landgemeinde Płoskinia (Plaßwich) im Powiat Braniewski (Kreis Braunsberg).

## Geographische Lage
Trąby liegt am Westufer des Passarge-Stausees (polnisch Jezioro Pierzchalskie) im Nordwesten der Woiwodschaft Ermland-Masuren, elf Kilometer südlich der Kreisstadt Braniewo (Braunsberg).

## Geschichte

### Ortsgeschichte
Groß Tromp war ein großes Gut mit einer Ziegelei, die sich 1,5 Kilometer westlich der Gutsgebäude befand. Am 1. Juli 1284 übergab Heinrich I. Fleming, Bischof von Ermland, Ländereien an den Prußen Trumpe und dessen Neffen.
Am 18. Juni 1875 wurde Groß Tromp Amtsdorf und damit namensgebend für einen Amtsbezirk im ostpreußischen Kreis Braunsberg, Regierungsbezirk Königsberg. mit anfänglich sieben Dörfern. 
Am 6. Februar 1878 kam es zum Gebietsaustausch zwischen Groß Tromp und dem zu  gleichen Amtsbezirk gehörenden Klein Tromp (polnisch Trąbki). Groß Tromp zählte im Jahre 1910 152 Einwohner.
Der Gutsbezirk Groß Tromp verlor am 30. September 1928 seine Eigenständigkeit, als er in die Landgemeinde Pettelkau (polnisch Pierzchały) eingegliedert wurde. Der Amtsbezirk Tromp wurde am 5. November 1928 in „Amtsbezirk Tiedmannsdorf“ umbenannt.
In Kriegsfolge fiel 1945 das gesamte südliche Ostpreußen an Polen. Groß Tromp erhielt die polnische Namensform „Trąby“ und ist heute eine Osada (= „Siedlung“) innerhalb der Gmina Płoskinia (Landgemeinde Plaßwich) im Powiat Braniewski (Kreis Braunsberg), von 1975 bis 1998 der Woiwodschaft Elbląg, seither der Woiwodschaft Ermland-Masuren zugehörig. Derzeit gibt es in der Ortsstelle Trąby keine Gebäude.

### Amtsbezirk Tromp (1874–1928)
In der Zeit seines Bestehens bildeten den Amtsbezirk Tromp die Dörfer:
| Deutscher Name  | Polnischer Name | Anmerkungen                                    |
| --------------- | --------------- | ---------------------------------------------- |
| Bischdorf       | Biskupie        | 1928 nach Parlack eingemeindet                 |
| Groß Tromp      | Trąby           | 1928 nach Pettelkau eingemeindet               |
| Klein Tromp     | Trąbki          | 1928 nach Pettelkau eingemeindet               |
| Köllmisch Tromp |                 | wurde nach Groß Tromp eingegliedert            |
| Parlack         | Pierławki       |                                                |
| Pettelkau       | Pierzchały      |                                                |
| Tiedmannsdorf   | Chruściel       |                                                |
| ab 1897: Fehlau | Wielewo         | vor 1897 dem Amtsbezirk Schillgehnen zugehörig |

Im Jahre 1928 bildeten nur noch die Dörfer Fehlau, Parlack, Pettelkau und Tiedmannsdorf den Amtsbezirk Tromp, der dann in „Amzsbezirk Tiedmannsdorf“ umbenannt wurde.

## Religion
Trąby gehört heute wie Groß Tromp vor 1945 zur römisch-katholischen Pfarrei in Pierzchały (Pettelkau), damals im Bistum Ermland, heute im Erzbistum Ermland gelegen. Außerdem war der Ort vor 1945 in die evangelische Kirche Braunsberg (Braniewo) in der Kirchenprovinz Ostpreußen der Kirche der Altpreußischen Union eingegliedert, gehört heute jedoch zur Diözese Masuren der Evangelisch-Augsburgischen Kirche in Polen.

## Verkehr
Trąby liegt an einer Nebenstraße, die von Braniewo über Zawierz (Zagern) und Pierzchały (Pettelkau) bis nach Chruściel (Tiedmannsdorf) führt. Die nächste Bahnstation ist Chruściel an der Bahnstrecke Malbork–Braniewo, einem Teilstück der früheren Preußischen Ostbahn.